# Cour de Gail
La cour de Gail est un monument historique situé à Obernai, dans le département français du Bas-Rhin.

## Localisation
Ce bâtiment est situé au 3b rue de Gail à Obernai.

## Historique
L'édifice fait l'objet d'une inscription au titre des monuments historiques depuis 1986.